# 拉杰加尔
拉杰加尔（Rajgarh），是印度喜马偕尔邦Sirmaur县的一个城镇。总人口2527（2001年）。

## 人口
该地2001年总人口2527人，其中男性1411人，女性1116人；0—6岁人口274人，其中男143人，女131人；识字率78.63%，其中男性为82.85%，女性为73.30%。